# Dermestes bicolor
Dermestes bicolor là một loài bọ cánh cứng trong họ Dermestidae. Loài này được Fabricius miêu tả khoa học năm 1781.